# Clavija tarapotana
Clavija tarapotana är en viveväxtart som beskrevs av Carl Christian Mez. Clavija tarapotana ingår i släktet Clavija och familjen viveväxter. Inga underarter finns listade i Catalogue of Life.